# ヴァイオリンソナタ第1番 (サン＝サーンス)
ヴァイオリンソナタ 第1番 ニ短調 作品75は、カミーユ・サン＝サーンスの作曲した1番目のヴァイオリンソナタ。1885年に作曲され、同年に初演されて好評を博した。出版も同年中に行われ、初演を担当したマルタン・マルシックに献呈された。緊密な構成と演奏効果の高さから、サン＝サーンスの室内楽作品の中でも特に多く取り上げられる。サン＝サーンスのヴァイオリンソナタはもう1曲、第2番（1896年）があるが、第1番ほどには演奏されない。
翌1886年には交響曲第3番「オルガン付き」が完成するが、この両曲、およびピアノ協奏曲第4番（1875年）は楽曲の構成や循環形式を用いた点が共通している。
マルセル・プルーストはこの曲の愛好者の一人で、『失われた時を求めて』に登場する音楽家ヴァントゥイユのソナタはこの曲に着想しているという。

## 構成
全曲は大きく2つの部分からなり、それぞれがさらに2つの部分に分かれるが、切れることなく通して演奏される。この4つの部分は古典的なソナタの4つの楽章に対応するが、これらを全て楽章と見るか、大きな部分の一方または両方を楽章と見るか、あるいは「第1部」「第2部」と見るかは、見解がさまざまである。本項では通しで番号のみを付しておく。演奏時間は約22分。
1. アレグロ・アジタート、ニ短調、8分の6拍子。ソナタ形式。
暗い情熱を持った第1主題はピアノとヴァイオリンの疑似ユニゾンで、ヘ長調、 dolce espressivoと指示された第2主題はヴァイオリンによって提示される。上記のヴァントゥイユのソナタは、この第2主題の印象によるものである。再現部の第1主題は省略され、代わりに終結部では両主題が回想され、展開される。切れ目なく次の部分に続く。
2. アダージョ、変ホ長調、4分の3拍子。三部形式。緩徐楽章に当たる。
ヴァイオリンとピアノが美しい旋律を歌い交わす。やや活動的になる中間部を経て、主部の再現ではヴァイオリンの細かい音形がピアノに対置される。
3. アレグレット・モデラート、ト短調、8分の3拍子。三部形式。スケルツォ楽章に当たる。
スケルツォは激しない、軽快だが落ち着いたもの。変ホ長調のトリオでは、スケルツォ部の音形を背景にヴァイオリンが歌う。スケルツォと、続いてトリオが簡潔に再現され、切れ目なく次の部分に続く。
4. アレグロ・モルト、ニ長調、4分の4拍子。ソナタ形式。
第1主題はヴァイオリンによる無窮動的なもので、第2主題はピアノのパッセージの上でヴァイオリンによって高らかに奏される。短い展開部と再現部が終わると、アレグロ・アジタート部の第2主題が回帰し、2主題と絡まり合いながら輝かしい終結を迎える。